# Traité de Tordesillas
Pour les articles homonymes, voir Tordesillas (homonymie).
Le traité de Tordesillas (/tɔʁdɛsijas/) est un traité entre l'Espagne (union dynastique des royaumes de Castille et d'Aragon) et le Portugal, conclu le 7 juin 1494 à Tordesillas (royaume de Castille) sous l'égide du pape Alexandre VI, afin de partager le monde entre une zone réservée à l'Espagne et une zone réservée au Portugal, dans le cadre du processus des grandes découvertes.
Ce traité est conclu à la suite du premier voyage de Christophe Colomb à travers l'océan Atlantique (1492-1493), qui lui a permis de découvrir plusieurs îles des Bahamas et de la mer des Caraïbes, notamment Cuba et Hispaniola, considérées alors comme des dépendances inconnues des « Indes », c'est-à-dire de l'Asie orientale, but du voyage de Colomb.
Il s'agit d'organiser l'exploration et l'exploitation de ces territoires, considérés comme terra nullius, entre les deux pays qui, à cette date, sont les seules puissances coloniales en Europe. Le Portugal, qui a commencé dès les années 1410 l'exploration des côtes de l'Afrique, détient un monopole reconnu par le pape et par la Couronne de Castille de la navigation au sud des îles Canaries, possessions de la Castille.
En 1493, il s'agit de régler le problème en ce qui concerne des territoires situés à plusieurs milliers de kilomètres à l'ouest de l'Afrique. Le traité de Tordesillas définit donc une ligne de partage selon un méridien situé à 370 lieues (1 770 km) à l'ouest des îles du Cap-Vert (46° 37' Ouest dans le système actuel) : les territoires situés à l'ouest de ce méridien (en partant du Cap Vert), sont dévolus à la couronne de Castille (ils incluent les découvertes de Colomb) ; les territoires situés à l'est, à la couronne de Portugal (Afrique, mais aussi le Brésil, découvert en 1500 par le Portugais Pedro Alvares Cabral).
Quelques décennies plus tard, à la suite du voyage de Magellan (1519-1522), il apparait nécessaire de définir la ligne de partage dans l'océan Pacifique, notamment à propos de la souveraineté sur les îles Moluques. Cette ligne est définie par le traité de Saragosse de 1529, qui complète donc le traité de Tordesillas.
En ce qui concerne les autres puissances européennes, notamment la France et l'Angleterre, elles interviennent un peu plus tard en Amérique, sans toujours tenir compte du traité de Tordesillas, qu'elles n'ont pas signé. À la fin du siècle, apparaît un nouvel État, la république des Sept Provinces-Unies des Pays-Bas, créée au cours de l'insurrection des Pays-Bas contre Philippe II, et qui n'est donc pas du tout disposée à respecter le traité de Tordesillas.

## Contexte: les grandes découvertes jusqu'en 1492

### L'entreprise portugaise de découverte des côtes d'Afrique à partir de 1415
Au début du XVe siècle, après la conquête de Ceuta (1415), le Portugal se lance dans un projet à long terme d'exploration de l'Atlantique et des côtes atlantiques de l'Afrique, afin de trouver, le cas échéant, un passage vers l'océan Indien et vers l'Asie de l'est, « les Indes ». Ce projet aboutit à des résultats importants : découverte de Madère (1419) et des Açores ; progression prudente le long du littoral avec installation de comptoirs commerciaux pour des échanges avec les indigènes africains. En 1445, la région de l'actuelle Sierra Leone est atteinte, puis le fleuve Congo en 1483.
Assez rapidement, les Portugais obtiennent la protection du Saint-Siège pour leur entreprise. Les bulles Dum Diversas (1452) et Romanus pontifex (1455) leur réservent le droit d'explorer la côte africaine. En 1481, la bulle Æterni regis leur garantit l'exclusivité pour possession de territoires au sud des îles Canaries.
La découverte du cap de Bonne-Espérance en 1488 par Bartolomeu Dias constitue une grande avancée : on sait désormais où finit l'Afrique et l'océan Indien devient accessible.

### Le projet de Christophe Colomb de 1484 à 1492
En 1484, le roi du Portugal Jean II est sollicité par un navigateur d'origine italienne, Christophe Colomb, qui lui propose d'atteindre les Indes en naviguant vers l'ouest et en traversant l'océan Atlantique. Les experts réunis par Jean II rejettent catégoriquement le projet.
Christophe Colomb part alors en Castille où la reine Isabelle refuse aussi le projet en 1486. Colomb essuie ensuite plusieurs autres échecs, en 1490 et 1491.

### Le premier voyage de Christophe Colomb
En avril 1492, le projet de Colomb est accepté par Isabelle, qui vient de mettre fin à la Reconquista par la prise de Grenade le 2 janvier. Le 17 avril sont signées les capitulations de Santa Fe, qui font de Colomb l'amiral d'une flotte de trois caravelles, avec des droits sur les résultats potentiels de l'expédition.
La flotte de Colomb quitte Palos de la Frontera le 3 août et, le 12 octobre, atteint une île des Bahamas, Guanahani, que Colomb baptise San Salvador. Il est alors persuadé d'être arrivé aux Indes.
L'arrivée des Espagnols aux Indes, apparemment avant les Portugais, est un fait inattendu et lourd de conséquences.

## Suites diplomatiques du premier voyage de Christophe Colomb

### La réaction du roi de Portugal (mars 1493)
À la suite de l'échouage de la Santa Maria, Colomb quitte Hispaniola dès janvier 1493, repartant avec ses deux navires, la Nina et la Pinta, qui sont séparés par une tempête. La Pinta, avec Martin Pinzon, atteint la Galice. La Nina, où se trouve Colomb, fait escale aux Açores, îles portugaises, puis est déroutée par une nouvelle tempête vers l'embouchure du Tage, arrivant le 4 mars à Lisbonne.
Tout le monde y est déjà au courant de son arrivée aux « Indes ». Colomb est convoqué par le roi Jean II (9 mars), qui lui indique que les îles découvertes relèvent du Portugal en vertu de la bulle de 1481 (elles sont situées à une latitude plus au sud que les Canaries).
Colomb rentre à Palos le 15 mars. Jean II écrit ensuite une lettre à Isabelle pour lui faire part officiellement de son point de vue et en signalant qu'il prépare une flotte afin de prendre possession des terres découvertes par Colomb.

### La bulle pontificaleInter caetera(mai 1493)
En mai 1493, le pape Alexandre VI publie la bulle Inter cætera, décrétant que les terres découvertes situées à l'ouest d'un méridien situé à 100 lieues des îles du Cap-Vert reviennent à la Castille, celles situées à l'est au Portugal, en excluant toute terre connue sous le contrôle d'un prince chrétien.
Cette répartition mécontente le roi du Portugal, qui entame des négociations avec les Rois catholiques, arguant que ce méridien scinde le globe et restreint les prétentions portugaises en Asie ; il veut donc le déplacer vers l'ouest.

## Le traité de Tordesillas

### Les négociations et la signature du traité
Les négociations ont lieu à Tordesillas en Castille, localité située au sud-ouest de Valladolid.
Rédigé en deux versions (castillane et portugaise), le traité est ratifié par le roi Ferdinand II d'Aragon et la reine Isabelle Ire de Castille le 2 juillet 1494 à Arévalo ; par le roi Jean II de Portugal le 5 septembre 1494 à Setúbal.
Les originaux du traité sont aujourd'hui conservés à l'Institut des archives nationales à Lisbonne et aux Archives générales des Indes à Séville.

### Contenu

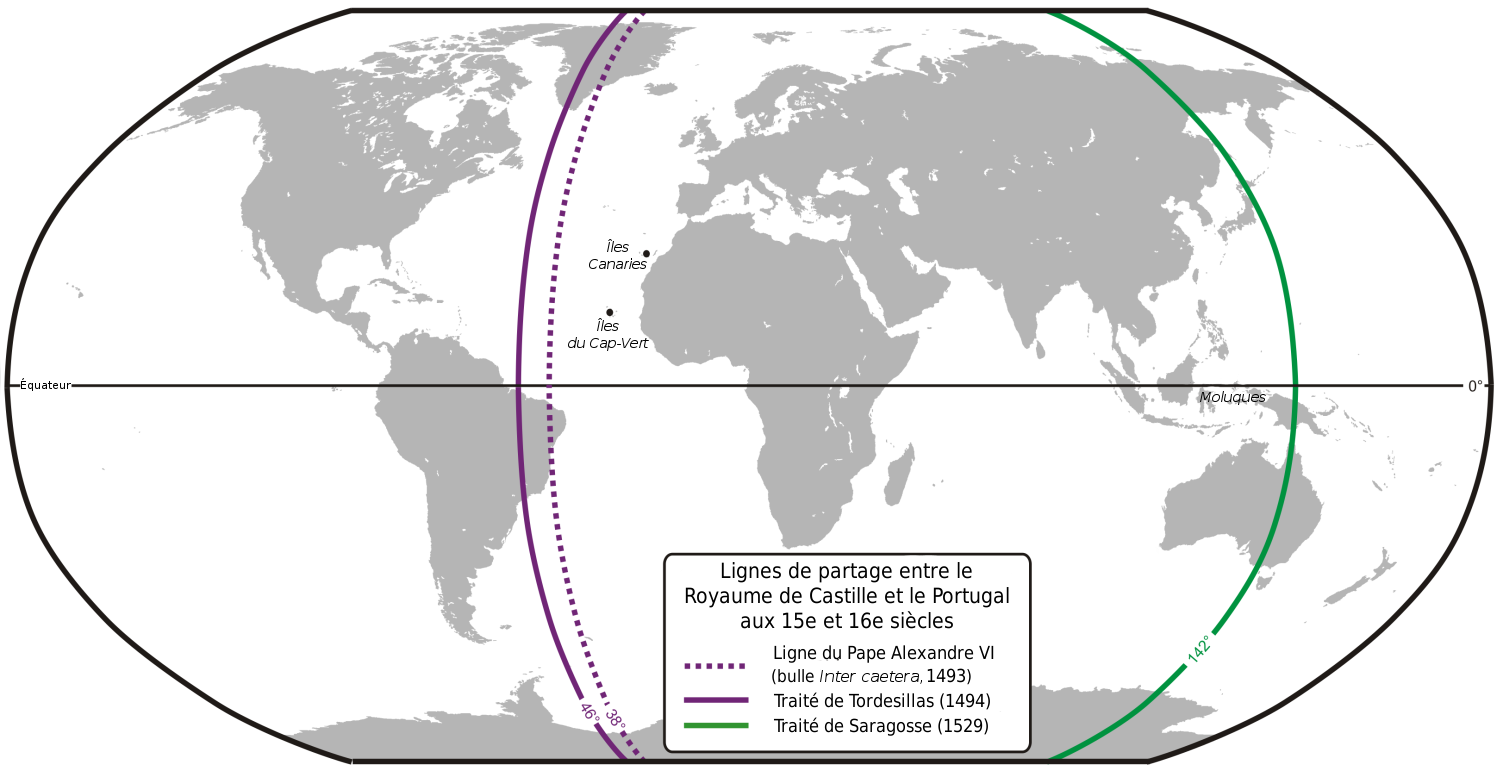
La ligne de partage selon la bulle Inter cætera (en pointillés), selon le traité de Tordesillas (en violet), et son prolongement selon le traité de Saragosse (en vert).

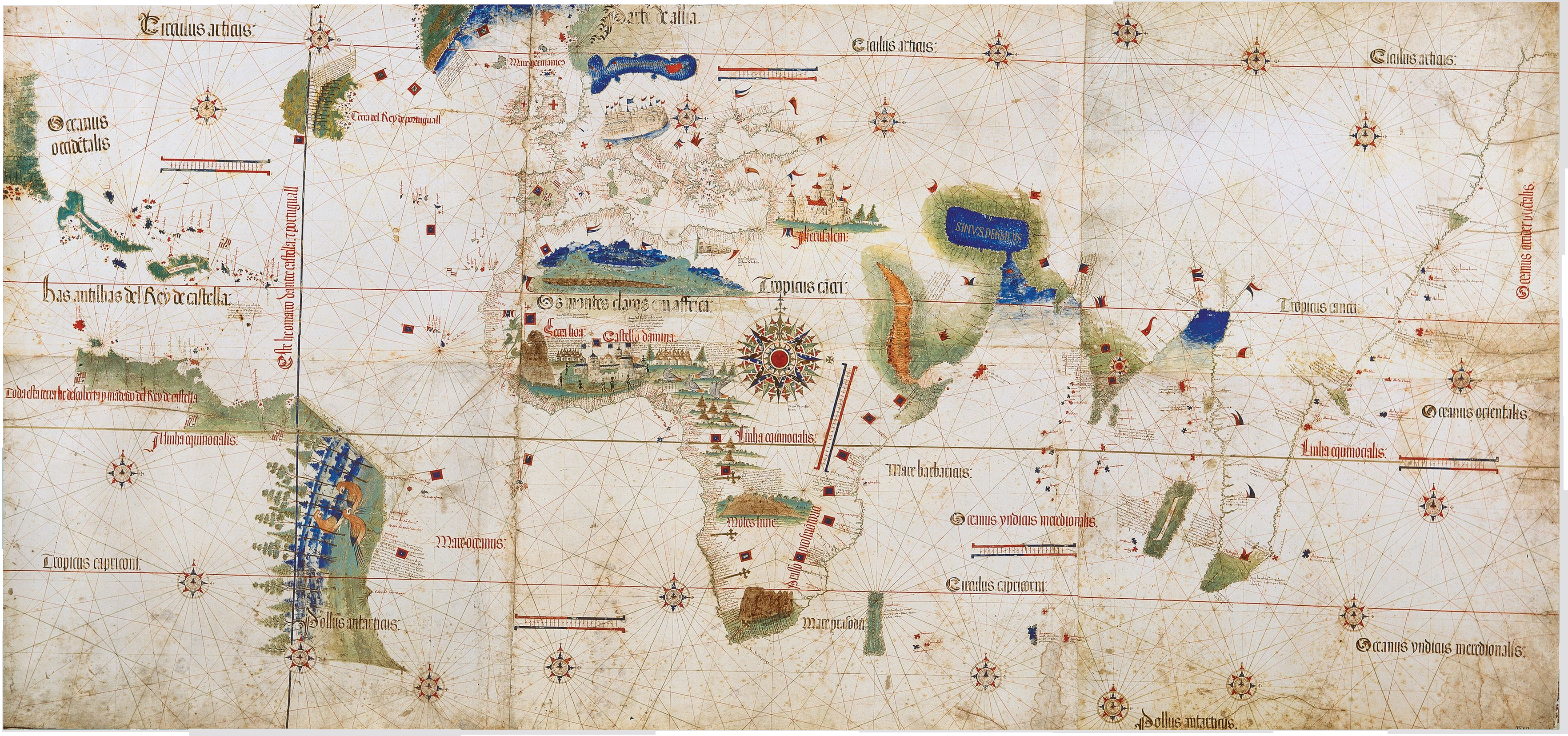
La ligne de partage sur le planisphère de Cantino (1502).

Mare clausum ibérique.

D'après ce traité, les îles Canaries sont acquises à la couronne castillane, tandis que Madère, Porto Santo, les Açores et les îles du Cap-Vert, ainsi que le droit de conquête du royaume du Maroc (royaume de Fez ou Fès) et le droit de navigation au sud du parallèle des Canaries, sont acquis au royaume du Portugal.
Il obtient ainsi la propriété sur les terres découvertes jusqu'à 370 lieues à l'ouest du Cap-Vert. Ce traité contrevient à la bulle d'Alexandre VI, d'origine espagnole, mais le pape Jules II l'approuve le 24 janvier 1506, dans la nouvelle bulle « Ea quæ pro bono pacis ».
Les nouvelles terres sont encore peu connues et les mesures approximatives ; l'Amérique est donc théoriquement dans sa totalité aux Castillans. Cependant, lorsque Pedro Alvares Cabral découvre le Brésil, en 1500, sa partie orientale est attribuée au Portugal. L'Espagne n'ayant pas les moyens de garantir ce découpage, elle ne peut empêcher l'expansion portugaise au Brésil.

## Application du traité

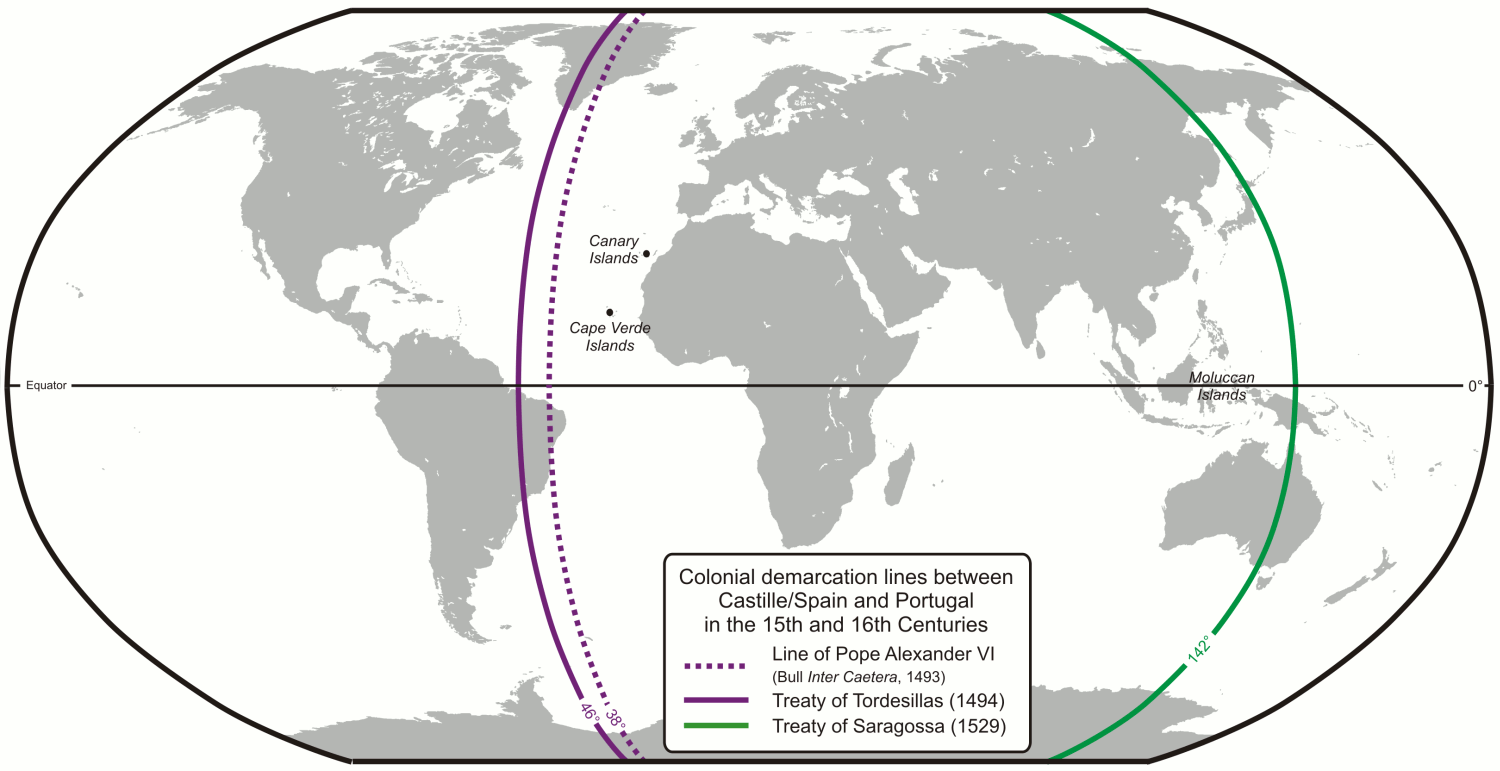
Répartition des territoires entre l'Espagne et le Portugal

### En Amérique

#### Primauté de l'Espagne
Après la colonisation d'Hispaniola (à partir de 1493), les Espagnols conquièrent plusieurs îles des Caraïbes, notamment la Jamaïque (1509) et Cuba (1511). De Cuba, des expéditions d'exploration sont lancées vers l'Amérique centrale, où l'Empire aztèque est conquis en 1521 par Hernán Cortés, qui fonde la Nouvelle-Espagne. En 1532, Francisco Pizarro commence la conquête de l'Empire inca du Pérou.

#### Implantation du Portugal au Brésil
En 1500, le Portugais Pedro Álvares Cabral accoste sur la côte du Brésil, de façon inopinée, car il est en route vers Calicut et les Indes. Il apparaît que cette terre se trouve à l'est du méridien défini à Tordesillas, permettant aux Portugais d'en revendiquer la possession.

### Aux Indes orientales

#### Primauté du Portugal
Après le voyage de Vasco de Gama, les Portugais développent un réseau de comptoirs commerciaux dans l'océan Indien et aux Indes orientales et prennent le contrôle des territoires appropriés. Grâce au commerce des épices, Lisbonne devient un des grands ports de commerce d'Europe.
En 1511, ils s'emparent de Malacca (actuelle Malaisie), port important dont la possession leur ouvre l'accès à l'archipel indonésien.

#### L'arrivée des Portugais aux Moluques (1512) et le projet de Magellan
En 1512, ils atteignent les îles Moluques, les « îles aux épices », notamment productrices exclusives du clou de girofle.
Le créateur puis commandant du fort construit à Tidore, Francisco Serrão, est ami avec Fernão de Magalhães (Magellan), alors en poste à Malacca.
Informé de l'existence de ces îles, Magellan, bien que portugais, élabore alors une théorie selon laquelle le méridien de Tordesillas, prolongé dans le Pacifique, placerait les Moluques dans la zone dévolue à la Castille. Cette idée n'a pas été abordée en 1493, le Pacifique étant alors inconnu. D'autre part, le calcul de la longitude n'est pas au point à cette époque.
Cela n'empêche pas Magellan d'élaborer un projet qui reprend celui de Christophe Colomb : atteindre les Indes en naviguant vers l'ouest, mais dans ce cas, il s'agit précisément d'atteindre les Moluques en traversant les mers espagnoles et d'en prendre possession au nom de la Couronne de Castille.
Rentré en Europe, il quitte le Portugal et se met au service de la couronne de Castille à qui il présente son projet : un accord est conclu en 1518 avec le roi Charles 1er (élu empereur en 1520 sous le nom de Charles Quint).

#### Le voyage de Magellan (1519-1521) et la question des Moluques (1521-1527)
L'escadre de Magellan (cinq navires) part de Séville en août 1519, découvre en 1520 un passage vers le Pacifique, le détroit de Magellan, et atteint les Philippines au début de 1521.
S'impliquant dans un conflit entre chefs locaux, Magellan est tué au combat en avril 1521. Il ne reste alors plus que deux navires, qui réussissent à atteindre les Moluques en novembre et à charger une cargaison d'épices.
Ils se séparent ensuite : le navire de Juan Sebastián Elcano repart vers l'ouest, à travers les mers portugaises, et réussit tout de même à atteindre Séville en 1522. Le second navire tente de partir vers l'isthme de Panama, mais ne trouve pas les vents favorables et est capturé par les Portugais.
Au total, malgré la circumnavigation (non prévue au départ) d'Elcano, cette expédition est un échec, compte tenu des pertes humaines considérables.
Deux autres expéditions espagnoles sont tentées vers les Moluques : en 1525 (García Jofre de Loaísa) et en 1527 (Álvaro de Saavedra), mais ce sont des échecs complets.

#### Le traité de Saragosse (1529)
Charles Quint, qui a épousé l'infante Isabelle de Portugal en 1526, décide alors de traiter en renonçant à ses prétentions sur les Moluques. Les négociations aboutissent au traité de Saragosse, du 22 avril 1529.
Le méridien choisi pour délimiter les deux zones dans le Pacifique est placé à 297,5 lieues à l'est de l'archipel des Moluques.
En contrepartie, le Portugal paie 350 000 ducats d'or à la couronne de Castille et accepte que les Espagnols puissent coloniser les Philippines, découvertes par Magellan, bien qu'elles soient situées à l'ouest du méridien défini par le traité.

## Les autres États européens et le traité de Tordesillas
Les autres États européens (la France, l'Angleterre) se voient refuser tout droit sur ces nouvelles terres.

### FrançoisIeret les débuts de la France dans le Nouveau Monde

#### Le point de vue du roi de France sur le traité
François Ier, roi de France à partir de 1515, déclare à propos du traité de Tordesillas : « … le soleil luit pour moi comme pour les autres. Je voudrais bien voir la clause du testament d'Adam qui m'exclut du partage du monde ». Pour François Ier, seulement « les lieux habités et défendus » peuvent être réclamés légitimement par une puissance et les autres sont libres d'attaches.
Les marins bretons et normands sont déjà assez actifs dans l'océan Atlantique et incitent aussi le roi à faire évoluer la situation de prédominance hispano-portugaise.
François Ier obtient[Quand ?] du pape Clément VII une interprétation assouplie de la bulle : le traité de Tordesillas ne concerne que « les terres connues et non les terres ultérieurement découvertes par les autres Couronnes ».

#### Relations entre François Ieret Charles Quint
Le roi de France est d'autant plus enclin à contester le monopole de l'Espagne en Amérique que les territoires détenus par Charles en Europe encerclent le royaume : non seulement les royaumes espagnols au sud, mais aussi les provinces des Pays-Bas au nord et le comté de Bourgogne à l'est ; à quoi s'ajoute le conflit en Italie où Charles Quint joue un rôle essentiel, étant notamment possesseur du royaume de Naples. Mais un point faible apparaît en 1520 : l'échec de Charles à obtenir la reddition de Martin Luther, pourtant mis au ban de l'Empire, car il est protégé par plusieurs princes allemands que François Ier ne manquera pas de soutenir dans les années suivantes.
En 1521, alors que Charles vient d'être élu empereur contre le roi de France qui était aussi candidat, commence la sixième guerre d'Italie (1521-1525).

#### Débuts de la France dans le Nouveau Monde (1523-1534): Verrazzano et Cartier
En juin 1523, le navigateur Giovanni da Verrazzano (1485-1528) part de Dieppe avec son navire La Dauphine, financé sur fonds privés, missionné par l'armateur dieppois Jean Ango pour explorer le Nouveau Monde de la Floride à Terre-Neuve afin de chercher s'il existe un passage vers l'océan Pacifique. À son retour en 1525, son rapport sur les régions qu'il a explorées est adressé à François Ier. Verrazano a notamment baptisé « Nouvelle-Angoulême » l'embouchure du fleuve Hudson (avant son avènement, François Ier était nommé François d'Angoulême).
François Ier est ensuite occupé par les conséquences du désastre de Pavie, qui a lieu le 25 février 1525. La septième guerre d'Italie (1526-1529) lui permet de redresser la situation, avec la paix de Cambrai ou paix des Dames. La paix est rétablie pour quelques années (jusqu'en 1535).
En 1532, François Ier missionne Jacques Cartier pour poursuivre l'exploration de l'Amérique du Nord. En 1534, Cartier explore notamment le fleuve Saint-Laurent et lance la colonisation française de cette région, qui va devenir la Nouvelle-France.

### La montée en puissance de l'Angleterre et des Provinces-Unies
Alors que l'Espagne et le Portugal dominent les océans et le monde outre-mer, de fait et de droit, la France est le seul pays qui remette en cause leur monopole, de façon encore limitée dans la première moitié du XVIe siècle.
Les autres États européens n'interviennent pour ainsi dire pas, sauf l'Angleterre, dont les résultats sont presque nuls jusqu'en 1585.
Le contexte général change ensuite, du fait de la révolte des Pays-Bas contre Philippe II qui débute en 1568 et aboutit en 1581 à la naissance d'un nouvel État, les Provinces-Unies, dans le cadre de la guerre de Quatre-Vingts Ans (1568-1648) entre les Néerlandais et les rois d'Espagne.
Un autre changement notable a lieu en 1580 : l'avènement de Philippe II comme roi de Portugal.

#### Débuts modestes de l'Angleterre sur les mers (1497-1584)
En 1497, le roi Henri VII missionne le navigateur italien Jean Cabot (1450-1498) pour explorer l'Amérique du Nord. Il atteint Terre-Neuve, mais sans lendemain, car il disparaît en mer l'année suivante.
Le passage de l'Angleterre à la Réforme sous Henri VIII n'a pas de conséquences géopolitiques immédiates : Henri VIII est en général l'allié de Charles Quint contre la France.
Élisabeth Ire devient reine en 1558, peu de temps après l'avènement de Philippe II, roi d'Espagne à partir de 1556.
En 1562, elle autorise ses corsaires (John Hawkins et Francis Drake) à attaquer les navires portugais sur les côtes d'Afrique.
En 1578, elle charge Humphrey Gilbert (1539-1583) de créer une colonie en Amérique du Nord ; il est de nouveau à Terre-Neuve en 1583, mais aucune colonie n'est fondée. Après sa mort (en mer), Élisabeth charge de cette mission Walter Raleigh, qui fonde la colonie de Roanoke (actuelle Caroline du Nord), mais elle dépérit rapidement.

#### L'alliance entre l'Angleterre et les Provinces-Unies et la guerre anglo-espagnole (1585-1604)
Les Provinces-Unies sont formellement créées en 1581, par l'acte de La Haye qui proclame la déposition de Philippe II de ses droits aux Pays-Bas. Mais la guerre continue : l'armée d'Alexandre Farnèse reprend plusieurs villes de Flandre et de Brabant, et le 18 août 1585, connaît son succès majeur : la reprise d'Anvers après onze mois de siège.
Élisabeth, restée relativement neutre jusque là, ne veut pas que les Provinces-Unies retombent sous la souveraineté de Philippe II, pour des raisons religieuses (les Provinces-Unies sont protestantes) et géopolitiques. Dès le 10 août 1585 est signé le traité de Sans-Pareil, origine de la longue guerre anglo-espagnole (1585-1604), dont l'épisode le plus connu est l'expédition espagnole dite de l'Invincible Armada (1588) se soldant par une défaite pour Philippe II.

#### La guerre outre-mer
L'Angleterre intervient directement aux Pays-Bas avec un corps expéditionnaire, commandé par Robert Dudley, un des favoris de la reine.
Parallèlement, Élisabeth autorise les attaques (souvent conjointes avec des marins néerlandais) contre les ports espagnols en Europe ou en Amérique et contre les convois de galions transportant les richesses du Nouveau Monde vers l'Espagne.
De leur côté, les Provinces-Unies font tout pour empêcher Anvers, retombée sous la coupe du roi d'Espagne, de redevenir la première place économique d'Europe, permettant aux ports d'Amsterdam et de Rotterdam de se développer malgré la guerre.
La Compagnie anglaise des Indes orientales est créée en 1600 et la Compagnie néerlandaise des Indes orientales en 1602 : toutes deux détiennent le monopole du commerce de leur pays dans l'océan Indien, charge à elles de surmonter l'opposition prévisible des Portugais.
L'Angleterre et les Provinces-Unies sont sur le point de se lancer dans une politique coloniale de grande ampleur, au détriment de l'Espagne et du Portugal, que le traité de Tordesillas n'est pas en mesure de protéger.